# دانيال ساكابا
دانيال ساكابا (بالإنجليزية: Daniel Zacapa)‏ هو ممثل أمريكي، ولد في 1954 في هندوراس.

## أعمال

### أفلام
- (2002) اعترافات عقلية خطيرة[2]

## وصلات خارجية
- دانيال ساكابا على موقع IMDb (الإنجليزية)
- دانيال ساكابا على موقع قاعدة بيانات الفيلم (الإنجليزية)